# دوکسپین
دوکسپین (به انگلیسی: Doxepin) از ضد افسردگی‌های سه‌حلقه‌ای است که برای درمان اختلال افسردگی عمده،اختلال اضطراب، کهیر و بی‌خوابی به کار می‌رود.

## عملکرد
دوکسپین از ضد افسردگیهای سه حلقه‌ای است و بازجذب سروتونین و نوراپی‌نفرین در مغز را مهار می‌کند. دوکسپین آنتاگونیست قوی گیرنده‌های هیستامین (H۱، H۲) است.

## عوارض جانبی
هر دارو به موازات اثرات درمانی مطلوب ممکن است موجب بروز برخی عوارض ناخواسته گردد.
اگر چه همه این عوارض دریک فرد دیده نمی‌شود، ولی درصورت بروز هریک از این عوارض با پزشک مشورت شود :
خشکی دهان، تاری دید، یبوست، خواب آلودگی، صرع، لرزش، افزایش فشارخون، تپش قلب، بثورات پوستی، حساسیت به نور، خارش ،تهوع، استفراغ، اسهال، بی اشتهائی، اختلال در عملکرد جنسی، گیجی، افزایش وزن، احساس ضعف، گر گرفتگی و سردرد.

## مسمومیت با دوکسپین و علائم و درمان آن
علایم مسمومیت با دوکسپین عبارت‌است از آژیتاسیون، تحریک، کنفوزیون، توهم، افزایش دما، علائم شبه پارکینسونی، تشنج، احتباس ادرار، خشکی غشاء‌های مخاطی، گشادی مردمک، یبوست. درمان به‌صورت علامتی و حمایتی است از جمله حفظ راه هوایی، ثبات دمای بدن و تعادل آب و الکترولیت. لازم به ذکر است که ایجاد استفراغ ممنوع است.
در صورت بروز تشنج می‌توان دیازپام یا فنی توئین تجویز کرد و برای درمان آرتمی‌های ناشی از این مسمومیت می‌توان از داروهایی نظیر لیدوکائین و تجویز کرد.